# Philippe Tourret
Pour les articles homonymes, voir Tourret.
Philippe Tourret (né le 8 juillet 1967 à Tonneins) est un athlète français spécialiste du 110 mètres haies. 

## Carrière
Au printemps 1983, Philippe Tourret est champion de France scolaire du 4*100 mètres.
Au printemps 1984, à la kermesse départementale du sport scolaire, Philippe Tourret est chronométré en 13.15 manuel à Agen.
Cette marque abaisse le record de son lycée de 45 centièmes de seconde et d'autant, le record de France jusque-là détenu par Patrick Solal.
Quelques semaines plus tard , il établira en 13.39 un temps électrique qui restera référence mondiale chez les cadets pendant 15 ans.
L'année suivante, il terminera 3e du championnat du monde junior derrière Jackson et Jarret.
Vainqueur de son premier titre national « élite » sur 110 m haies en 1988, Philippe Tourret atteint les demi-finales des Jeux olympiques de Séoul. En début d'année 1989, le Français remporte la médaille de bronze du 60 m haies lors des Championnats d'Europe en salle de La Haye où il réalise le temps de 7 s 67, se classant derrière le Britannique Colin Jackson et l'Est-allemand Holger Pohland. Il remporte deux nouveaux titres de champion de France en 1989 et 1990, et établit la meilleure performance de sa carrière sur 110 m haies le 12 août 1990 en signant le temps de 13 s 28 lors du Meeting Herculis de Monaco. En 1991, Philippe Tourret se classe sixième des Championnats du monde en salle de Séville.
Le 27 juillet 1991, Philippe Tourret participe au championnat de France du 100 mètres en 10.32.
"L'athlète le plus doué que j'ai eu s'appelait Philippe Tourret" Jacques Piasenta.
Philippe Tourret sera blessé souvent et l'objet d'au moins un article sur l'hypertrophie et le retour veineux de son mollet dans une revue médicale.

## Palmarès
| Année | Compétition                    | Lieu    | Place | Épreuve     |
| ----- | ------------------------------ | ------- | ----- | ----------- |
| 1989  | Championnats d'Europe en salle | La Haye | 3e    | 60 m haies  |
| 1990  | Championnats d'Europe          | Split   | 6e    | 110 m haies |
| 1991  | Championnats du monde en salle | Séville | 6e    | 60 m haies  |

- Champion de France du 110 m haies en 1988, 1989 et 1990.